# Будинок колишнього товариства взаємного кредиту
Будинок колишнього товариства взаємного кредиту — будинок в Сімферополі, пам'ятка культурної спадщини України UA-01-101-0222, 4596-АР. Наказ Мінкультури України від 28.01.2014 № 42.

## Опис
Розташування: вул. Желябова, 3/11 (ріг Долгоруковської), літ. А, В.
Побудований у XIX столітті.
12 травня 1873 року у Сімферополі з'явилося товариство взаємного кредиту. Його справи ішли так добре, що воно вже не могло вдовольнитися приміщенням одноповерхового будинку на Долгоруківській вулиці. Будівництво нової будівлі Сімферопольського товариства взаємного кредиту почалося у 1910-му і закінчилося 1913-го року.
У 2014 році Наказом Міністерства культури України Будинок колишнього товариства взаємного кредиту був включений до реєстру пам'яток місцевого значення як пам'ятка архітектури.